# Список об'єктів Світової спадщини ЮНЕСКО у Барбадосі
У списку об'єктів Світової спадщини ЮНЕСКО у Барбадосі налічується 1 найменування (станом на 2023 рік).

## Пояснення до списку
У таблицях нижче об'єкти розташовані у хронологічному порядку їх додавання до списку Світової спадщини ЮНЕСКО.
Кольорами у списку позначено:
На мапах кожному об'єкту відповідає червона позначка ().

## Список
| № | Зображення | Назва                                                                              | Місцеположення | Час створення     | Час внесення до списку | №    | Критерії    |
| - | ---------- | ---------------------------------------------------------------------------------- | -------------- | ----------------- | ---------------------- | ---- | ----------- |
| 1 |            | Історичний Бриджтаун та його Гарнізон (англ. Historic Bridgetown and its Garrison) | Барбадос       | XVII—XIX століття | 2011                   | 1376 | ii, iii, iv |